# الإمارة المزيدية
بني مزيد أو الإمارة المزيدية هم سلالة لحكام بالعراق من قبيلة بني أسد الذين كانوا منتشرين بصحراء القادسية (صحراء النجف) على الساحل الأيسر لنهر دجلة، أسسها أبو الحسن علي بن مزيد الأسدي في عام 388هـ/998 م، وأقام إمارته ببلدة النيل (وهي بلدة على الضفة الغربية للفرات بين بغداد والكوفة، وهي اليوم قرية عامره قرب بابل على بعد حوالي خمسه اميال من مدينة الحلة) وحصل على دعم من البويهيين المسيطرين على مقاليد الدولة العباسية في ذلك الوقت، قال ابن خلدون في الجزء الرابع من تاريخه: (كان بنو مزيد هؤلاء من بني أسد وكانت محلاّتهم من بغداد إلى البصرة إلى نجد وهي معروفة. وكانت لهم النعمانية. وكان بنو دُبيس من عشائرهم في نواحي الأحواز العربية في جزائر معروفة بهم). ثم انتقل حكم تلك الأسرة إلى مدينة الحلة والتي أنشئها سيف الدولة صدقة بن منصور بن دبيس بن علي بن مزيد الأسدي عام 494هـ/1101م ويعتبر المؤسس الحقيقي لتلك الإمارة فجعلها عاصمة له، واحترفوا الغارات والنهب خلال فترات الاضطراب والفتن. كما لم يتردد أمراؤها في محالفة الصليبيين فيما بعد. فبنو مزيد وبنو دُبيس قبيلان أسديان، أو بطنان قريبا الوشيجة، وكان لهما زعامة، وفيهما وجاهة في عهد دولة بني المسيب الذين هم أمراء قبيلة بني عقيل وبنو نمير وبنو خفاجة بطون عامر بن صعصعة، وعهد ملوك بني بويه وملوك السلاجقة. ثم انتهى الأمر في هؤلاء البطون إلى أن أصبحوا ولاة الأطراف وذوي إقطاع يساهمون في الأمر، والملك في ضعف الدولة العباسية التي لم يكن لخلفائها شيء من الأمر سوى السلطة الاسمية، واستمر حكم بني مزيد الأسديين في الحلة حتى سنة 558هـ/ 1163م، حين استولى الخليفة العباسي المستنجد بالله على الحلة بدعم من قبيلة بني المنتفق لمساعدتهم السلطان السلجوقي لما حاصر بغداد فأمر يزدن بن قماج بقتالهم وإجلائهم عن البلاد وقتل أربعة آلاف أسدي في الحلة. على إثر ذلك نزح الكثر من بني أسد بعد ذلك جنوباً واستقروا أخيراً في منطقة الجزائر (عند الأهوار).

## ابتداء أمرهم
تنتسب أسرة بني مزيد إلى:
مزيد بن مرثد بن الديان بن خالد بن حي بن زنجي بن عمرو بن خالد بن مالك بن عوف بن مالك بن ناشرة بن نصر بن سواءة بن سعد بن مالك بن ثعلبة بن دودان بن أسد
وقيل تنتسب إلى:
مزيد بن مرثد بن ريان بن عدني بن عذور (وقيل: ريان بن عذور) بن عدي بن جلد بن حي بن عمرو بن عمرو بن أبي المظفار مالك بن عوف بن معاوية بن كسر بن ناشرة بن سعد بن سواءة بن مالك بن سعد ابن ثعلبة بن دودان بن أسد.
أول أمراء تلك الإمارة هو أبو الحسن علي بن مزيد (388-408هـ / 998-1017)، وجاء بعده ولده دبيس الذي كان عند وفاة أبيه علي في الرابعة عشرة من عمره. فأقره أبو شجاع سلطان الدولة البويهي على ملك أبيه، واستمر في الحكم سبعاً وستين سنة وتوفي سنة (474هـ/1081م). فقام بعده ولده منصور أبو كامل وكانت الدولة البويهية قد زالت وحل محلها السلاجقة. ودام حكم منصور خمس سنين وتوفي سنة (479هـ/1086م) فتولى بعده ولده سيف الدولة صدقة. وكانت مدة ولايته إثنتين وعشرين سنة. وقد خضعت له القبائل الفراتية وامتدت أمارته إلى البصرة وواسط والبطيحة والكوفة وهيت وعانة والحديثة، وسيطر على أقوى القبائل العراقية لذلك العهد مثل بني خفاجة وبنو عقيل وبنو عبادة وقبيلة جاوان الكردية. وقد اهتمّ بالشؤون الإدارية والعمرانية والثقافية. ورأى أفضل ما يعينه على ذلك هو العدل في الحكم. هذا عدا عما كان يلقاه العلماء والأدباء في كنفه من الرعاية فأقبلوا عليه من كل ناحية. وفي سنة 501هـ/1107م حصلت منافرة بين الأمير صدقة والسلطان محمد السلجوقي وذلك لأن الأمير صدقة آوى بعض الفارين من السلطان، ولم يسلمهم له وأظهر له الخلاف فهاجمه السلطان السلجوقي محمد وحصلت المعركة وانتهت بمقتل الأمير صدقة وكان عمره تسعا وخمسين سنة. وقد ندم السلطان على قتله وذكر أن الأقدار غلبته على ذلك.
بعد وفاة السلطان محمد بن ملكشاه السلجوقي أطلق ولده محمود، دبيسا بن صدقة الذي كان في أسر أبيه وأعاده إلى الحلة سنة (512هـ/1118م) فأنشأ الدولة من جديد. وقال فيه ابن خلكان في وفيات الأعيان: «ملك العرب صاحب الحلة المزيدية، كان جواداً كريماً، عنده معرفة بالأدب والشعر وتمكن في خلافة المسترشد واستولى على كثير من بلاد العراق، وهو من بيت كبير. ودبيس هو الذي ذكره الحريري صاحب المقامات في المقامة التاسعة والثلاثين بقوله: والأسدي دبيس، لأنه كان معاصراً له فرأم التقرب إليه في مقاماته ولجلالة قدره، وله نظم حسن... ». وقد تمكنت سلطته في البلاد واجتمعت عليه القبائل العربية والكردية. وأغضبه الخليفة المسترشد فجمع جيوشه ودخل بغداد وضرب سرادقه بازاء دار الخلافة وهدد المسترشد، فاسترضاه المسترشد فرجع إلى الحلة.[بحاجة لمصدر]
وقام صراع بينه وبين السلاجقة فانتصر عليهم عند نهر بشير شرقي الفرات سنة 516هـ/1122م.
هدد دبيسًا الخليفة المُسترشد بالله وتوعَّده بنهب بغداد، فأغضب الخليفة ليجمع الأجناد ويسير إليه فدارت معركة المباركة بينهما، وانهزم دبيسًا فارًا من الواقعة وجعل يتنقَّل بين البلاد، فتحالف لفترة مع قبيلة المنتفق وهجم على البصرة ونهبها، ثم تحالف مع الصَّليبين وزيَّن لهم السيطرة على حلب، غير أن حصارها فشل ففارقهم، وذهب إلى السلطان مسعود بن محمد بن ملكشاه السلجوقي وبعد أن أكرمه عاد فغدر به وقتله سنة 529هـ/1134م.
خلف دبيس أبناءه الثلاثة صدقة الذي توفي قتيلا عام 532هـ / 1137م، فحكم أخوه محمد من بعده حتى عام 540هـ / 1145م عندما ثار عليه أخوه الثالث علي بن دبيس فطرده من الحلة بعد أن هزمه. ويروي ابن الإثير أن عل بن دبيس قد مات مسموما في أسد آباد عام 545هـ / 1150م. وقد طرد الخليفة العباسي المستنجد بالله -بواسطة قبيلة بني المنتفق- قبيلة بني أسد من الحلة بسبب تعاونهم مع السلاجقة عند حصارهم لبغداد، وذلك عام 558هـ / 1162م. وقد قتل منهم حوالي 4 آلاف قبل نزوحهم النهائي إلى الأهوار، وتستولي المنتفق على أراضيهم.

## تسلسل الأمراء
- علي بن مزيد أبو الحسن وهو أول أمراء بني مزيد (388-408هـ / 998-1017).
- دبيس بن علي (408-474هـ / 1017-1081م).
- منصور بن دبيس (474-479هـ / 1081-1086م).
- صدقة بن منصور سيف الدولة مؤسس الإمارة وباني مدينة الحلة (479-501هـ / 1086-1107م).
- دبيس بن صدقة (512-529هـ / 1118-1134م) رجع من الحبس وأعاد الحكم المزيدي مرة أخرى.
- صدقة بن دبيس (529-532هـ / 1134-1137م).
- محمد بن دبيس (532-540هـ / 1137-1145م).
- علي بن دبيس (540-545هـ / 1145-1150م). وهو آخر الأمراء من أسرة بني مزيد.

## من تاريخ دولة بني مزيد
وفي عام 998 م، أقام علي بن مزيد الأسدي دولة بني مزيد في نواحي الكوفة وحصل على دعم من البويهيين المسيطرين على مقاليد الدولة العباسية في ذلك الوقت. وجعل أمراء بني مزيد مركزهم في الحلة، واستمر حكم بني مزيد الأسديين في الحلة حتى سنة 1163 م، حين استولى الخليفة العباسي المستنجد بالله على الحلة بدعم من قبيلة بني المنتفق وأمر بقتل أربعة آلاف أسدي في الحلة على إثر ذلك. نزح الكثير من بني أسد بعد ذلك جنوباً واستقروا أخيراً في منطقة الجزائر (عند الأهوار)، كما أقام بنو أسد دولة أخرى فيالأهواز قبل ظهور إمارة بني كعب. وما زال لهم بقية في إيران والعراق إلى اليوم، جلّهم في مناطق الجنوب، وقد تحضّروا وتركوا حياة البداوة منذ قرون طويلة.
انتقل الكثير من عائلة المزيدي إلى العراق في القرن الرابع الهجري ونزلوا في عدة مناطق وبدأت سيطرتهم على منطقة (النيل) والفرات الأوسط ومن هنا بدأت إمارتهم وكيانهم السياسي وذلك منذ سنة 387هـ إلى 545هـ
وقد اتخذت الخلافة المركزية العباسية قبيلة بني مزيد وقوتهم درءا لصد الهجمات البدوية التي تقوم من بادية الشام على المناطق الحضرية الخصبة في وسط العراق وعملوا على حماية طريق التجارة العالمي السائر من البصرة إلى الموصل وحلب كما حموا طريق الحج. وقد تولى الإمارة على تلك المناطق وغيرها ثمانية من الإمراء على التوالي مما يدل على أنها كانت إمارة وراثية. وكانوا يستمدون شرعية الحكم من السلطان ومن فوقه الخليفة فما من أمير إلا وفي يده تقليد من السلطان. أول شخصيات الإمارة المزيدية هو مزيد الأسدي ولكن مؤسس الأمارة الحقيقي ابنه علي بن مزيد.
وعلي بن مزيد الأول هو أول أمراء بني مزيد الموصوف (بسند الدولة) وقد منحه الخليفة هذا اللقب سنة 397هـ وقد اتخذ من مدينة النيل مركزا له، كان بين بني مزيد وبني دبيس اصطدامات انتصر في آخرها بنو مزيد.
لقد توفى الأمير علي سنة 408هـ الموافق سنة 1017 م
الأمير الثاني: دبيس الأول بن علي بن مزيد الملقب بـ (نور الدولة) حكم سنة 408 هـ إلى وفاته سنة 474هـ. قال الذهبي:«كان فارسا، جوادا، ممدحا، كبير الشأن رثته الشعراء، فأكثروا». في عهد هذا الأمير حدثت الكثير من التطورات والتحديات المهمة فقد انتهت سيطرة البويهيين في بغداد سنة 447هـ وحلّت محلها سيطرة السلاجقة، وقد كان دبيس في أول الأمر ضد السلاجقة ثم انصلح الحال بعد ذلك.
الأمير الثالث: منصور الملقب بـ (بهاء الدولة) حكم من سنة 474 هـ إلى سنة وفاته 479
قال الذهبي:«وكان بطلا شجاعا وشاعرا محسنا، نحويا جيد السيرة» (ج 4)ولم يحدث في عهد الأمير منصور شيء من الأمور الهامة فقد كان يتجنب الدخول بالحركات السياسية ويعمل على الإكثار من الصِلات والصدقات وكان من أهل العلم.
الأمير الرابع: صدقة الأول الموصوف (بسيف الدولة) حكم من سنة 479 هـ إلى مقتله سنة 501هـ
وهو أهم شخصية في تاريخ الإمارة المزيدية، فهو من اختطّ وأسس مدينة الحلة سنة 495هـ حيث أعاد إعمارها وأحاطها بسور واتخذها مركزا لإمارته، وسميت الحلة بـ (الحلة المزيدية) نسبةً إلى بني مزيد قبيلة الأمير صدقة.
وسميت أيضا بـ (الحلة السيفية) نسبة إلى لقبه (سيف الدولة).
قال الذهبي في ترجمة صدقة بن منصور:«صاحب الحلة، الملك، سيف الدولة، صدقة بن بهاء الدولة منصور بن ملك العرب دبيس بن علي بن مزيد الاسدي الناشري العراقي، اختط مدينة الحلة في سنة خمس وتسعين وأربع مئة.» (د 4) وقد نالت مدينة الحلة شهرة كبيرة بمدة قصيرة لحسن حالها ونبوغ العلماء والشعراء منها، قال ابن حجر العسقلاني:«وخرج منها عدة شعراء وأذكياء كمسعود بن هبة الله المقرئ..وآخرون»
وفي عهد هذا الأمير توسعت الإمارة المزيدية توسعا كبيرا حتى «بلغت نفوذها من الفرات الأوسط إلى البطائح والبصرة وواسط جنوبا، وإلى عانة وهيت وتكريت شمالا»
وفي سنة 501 حصلت منافرة بين الأمير صدقة والسلطان محمد السلجوقي وذلك لأن الأمير صدقة آوى بعض الفارين من السلطان، ولم يسلمهم له وأظهر له الخلاف فهاجمه السلطان السلجوقي محمد وحصلت المعركة وانتهت بمقتل الأمير صدقة وكان عمره تسعا وخمسين سنة. وكان السلطان نادما على قتله وذكر أن الأقدار غلبته على ذلك.
قال ابن الأثير عن صدقة:"كان له من الكتب المنسوبة الخط شيء كثير، ألوف مجلدات، وكان يحسن يقرأ، ولا يكتب، وكان جواداً، حليماً، صدوقاً، كثير البر والإحسان، ما برح ملجأ لكل ملهوف، يلقى من يقصده بالبر والتفضل، ويبسط قاصديه، ويزورهم، وكان عادلاً، والرعايا معه في أمن ودعة، وكان عفيفاً لم يتزوج على امرأته ولا تسرى عليها، فما ظنك بغير هذا؟ ولم يصادر أحداً من نوابه، ولا أخذهم بإساءة قديمة، وكان أصحابه يودعون أموالهم في خزانته، ويدلون عليه إدلال الولد على الوالد، ولم يسمع برعية أحبت أميرها كحب رعيته له.
وكان متواضعاً، محتملاً، يحفظ الأشعار، ويبادر إلى النادرة، لقد كان من محاسن الدنيا."
قال السنبسي في قصيدة نظمها بعد قتل صدقة:
قالوا هجرت بلاد النيل وانقطعت
حبال وصلك عنها بعد اعلاق
فقلت إني وقت أقوت منازلها
بعد ابن مزيد من وفد وطراق
فمن يكن تائقا يهوى زيارتها
على البعاد فإني غير مشتاق
وكيف اشتاق أرضا لا صديق بها
إلا رسول عظام تحت أطباق
واستمرت نفوذ المزيديين بعد قتل صدقة إلا أنها بدأت بالاضمحلال التدريجي
وكان ابن صدقة دبيس عند السلطان محمد السلجوقي مقيم تحت ظله وقد أقطعه إقطاعات كثيرة
حتى توفي السلطان وملك ابنه محمد السلجوقي وترك لدبيس بن صدقة الرجوع للحلة سنة 511هـ فكان هو الأمير الخامس فيها.
الأمير الخامس: دبيس الثاني بن صدقة الموصوف بنور الدولة. قال ابن خلكان عنه:«كان جوادا كريما عنده معرفة بالأدب والشعر..واستولى على كثير من بلاد العراق وهو من بيت كبير»(12) ولكن لم يكن ذا فطنة في السياسية كما كان آباؤه ولذا فقد قتله السلطان مسعود السلجوقي.
وكان للأمير دبيس أخ اسمه بدران قد هاجر إلى مصر واستشعر الغربة فقال:
ألا قل لمنصور وقل لمسيب
وقل لدبيس إنني لغريب
هنيئا لكم ماء الفرات وطيبة
إذا لم يكن لي في الفرات نصيب
فأجابه دبيس:
ألا قل لبدران الذي حنّ نازعا
إلى أرضه والحر ليس يخيب
تمتع بأيام والسرور فإنما
عذار الأماني بالهجوم يشيب
ولله في تلك الحوادث حكمة
وللأرض من كأس الكرام نصيب
الأمير السادس: صدقة الثاني بن دبيس حكم سنة 529هـ
تزوج من ابنة السلطان مسعود السلجوقي. وقاتل الأمير صدقة مع السلطان مسعود السلجوقي صاحب فارس والأحواز فقتل في تلك الحرب سنة 532هـ
الأمير السابع: محمد بن دبيس أخو صدقة الثاني حكم سنة 532هـ وخلع في سنة 540هـ
الأمير الثامن: علي بن دبيس الثاني حكم من سنة 540هـ إلى 545هـ
ويعتبر عهد علي الثاني آخر عهود المزيدية حيث انتهى الكيان السياسي المزيدي تقريبا بوفاته.(1)ولقد شنَّ الخليفة العباسي المستنجد بالله حملة عنيفة على قبيلة بني أسد سنة 558هـ
لما كان في نفسه منهم من مساعدتهم السلطان السلجوقي لما حصر بغداد فأمر يزدن بن قماج بقتالهم وإجلائهم عن البلاد ولفسادهم زعم "
قتل فيها أربعة آلاف مقاتل وانكسر الباقون مما أدى إلى تفرقهم وانتشارهم في الأراضي المحيطة بنهر الفرات
فكانت هزيمتهم على يد جيوش السلاجقة وتولى الزنكيون بعض بلادهم
من المزيديين الذين هاجروا إلى الشام مزيد بن صفوان بن الحسن بن منصور (بهاء الدولة) ولد في الحلة 538هـ وتوفى هناك عام 684 هـ
وكان شاعرا منصرفا إلى الشعر وقد خلف ديوانا وكان مما قال فيه:
فيا دهر هل بعد التفرق رجعة
فيهتف بي للوصل يا دهر هاتف
وتسعدني بالقرب بين أحبتي
وتجمعني بالجامعين معارف
قال المؤرخ شاكر مصطفى:«ما من شك في أن بني مزيد قد برهنوا رغم بداوتهم على براعة سياسية ناجحة في تدبير أمورهم في ذلك العهد المضطرب وفي علاقاتهم القلقة مع جميع الأطراف وكانوا في كل مرة يعودون لاستلام إمارتهم في الحلة كما فعل دبيس الثاني. وقال» إن المزيديين لم يهتموا بالعمران الباذخ اهتمامهم بالحروب وبالشعر وهي القيم البدوية التي كان الزمن قد تجاوزها ولم تشتهر قصورهم بتجمع العلماء فيها أو باجتذابها لهم لأنهم كانوا أقرب إلى البساطة البدوية على الدوام